# Estación de Shinjuku
La Estación de Shinjuku (新宿駅 Shinjuku-eki?) es una de las principales estaciones de ferrocarril de la ciudad japonesa de Tokio, situada en el distrito de Shinjuku.
Esta estación sirve como el principal centro de conexión para el tráfico ferroviario entre el centro de Tokio y sus suburbios occidentales a través de servicios inter-city, cercanías y líneas de metro. En el año 2007 fue utilizada por un promedio de 3.64 millones de personas cada día, por lo que es, con mucho, el centro de transporte más activo del mundo (y registrado como tal en el Guinness World Records). La estación cuenta con 36 andenes, incluye una galería subterránea y dispone de más de 200 salidas.
El edificio original fue inaugurado en 1885, aunque quedó gravemente dañado durante los bombardeos al final la Segunda Guerra Mundial (1945) y durante la posguerra fue reconstruido. En 1949, la estación quedó integrada en la red de los Ferrocarriles Nacionales Japoneses (JNR), y desde la privatización de los ferrocarriles nipones en 1987 pertenece a red de la JR East.

## Estadísticas de pasajeros
Las cifras a continuación hacen mención al número oficial de pasajeros que entraban y salían de la estación cada día, según cada operador ferroviario:
| Operador                     | Operador                     | Número  | Año fiscal | Notas                                                                 |
| ---------------------------- | ---------------------------- | ------- | ---------- | --------------------------------------------------------------------- |
| JR East                      | JR East                      | 734.154 | 2011       | Sólo los pasajeros que embarcan; La estación más concurrida de Japón. |
| Odakyū                       | Odakyū                       | 491.631 | 2008       | La estación más concurrida de la red Odakyu.                          |
| Keiō                         | Keiō                         | 748.803 | 2008       | La estación de operador privado más concurrida.                       |
| Metro de Tokio (Tokyo Metro) | Metro de Tokio (Tokyo Metro) | 232.044 | 2008       | La quinta estación más concurrida de la red del Metro de Tokio.       |
| Metro de Tokio (Toei)        | Línea Shinjuku               | 262.688 | 2008       | La estación más concurrida de la red Toei.                            |
| Metro de Tokio (Toei)        | Línea Toei Ōedo              | 130.800 | 2008       | La estación más concurrida de la red Toei.                            |

## Historia

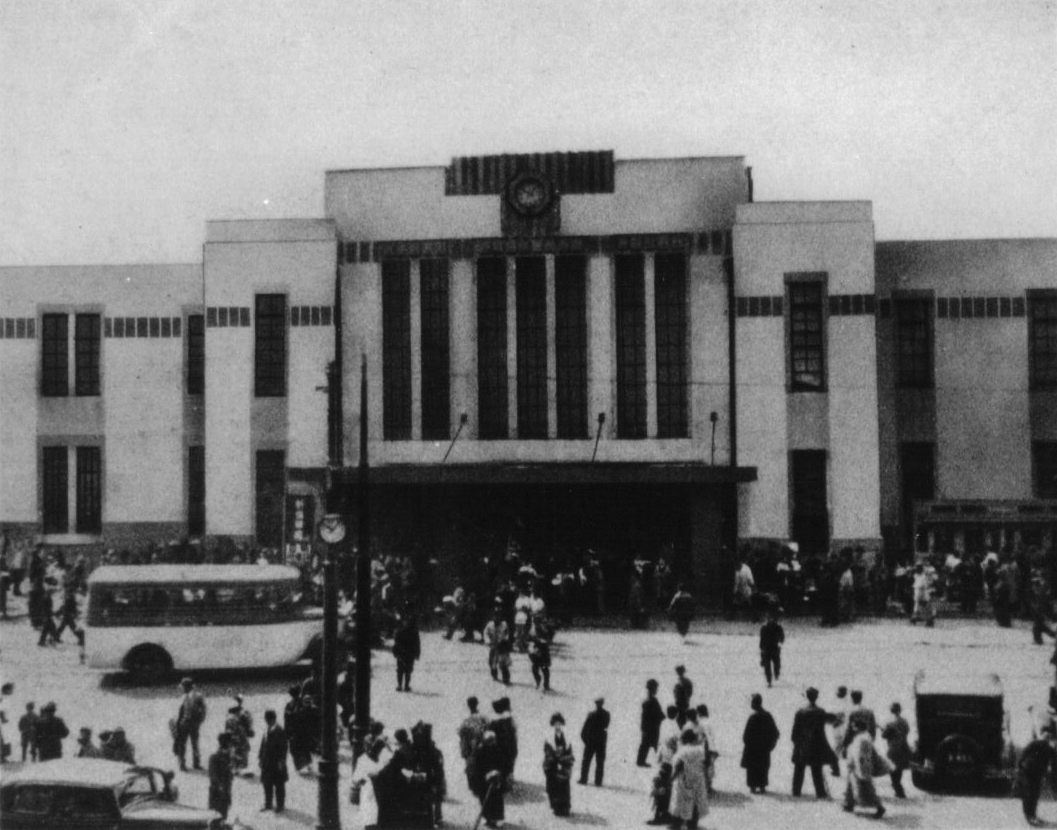
Estación de Shinjuku en 1925.

La Estación de Shinjuku abrió sus puertas en 1885 como una parada de la línea Akabane-Shinagawa (que ahora forma parte de la Línea Yamanote). Originalmente las instalaciones pertenecieron a la Japanese Government Railways (JGR), compañía controlada directamente por el Gobierno japonés. Shinjuku seguía siendo un barrio tranquilo en aquellos momentos y por ello la estación no estaba muy transitada. La apertura de la línea Chūō (1889), la línea Keiō (1915) y la línea Odakyū (1923) permitió incrementar el tráfico hacia esa estación. Los servicios de ferrocarril metropolitano comenzaron en 1959. Tras el final de la Segunda Guerra Mundial, en 1949 la estación quedó integrada en la red de los Ferrocarriles Nacionales Japoneses (JNR).
En agosto de 1967 descarriló un tren de mercancías que transportaba combustible a la base aérea que los norteamericanos tenían en Tachikawa, causando fuego y graves daños en la línea Chūō.
La estación se convirtió en el principal centro de las protestas estudiantiles que tuvieron lugar entre 1968 y 1969, las mayores disturbios que tuvieron lugar en el Japón de la posguerra. El 21 de octubre de 1968 unos 290.000 manifestantes participaron en el Día internacional contra la guerra tomando la Estación de Shinjuku y obligando detenerse a los trenes. Entre mayo y junio de 1969, los miembros del grupo pacifista "Beheiren" llevaron guitarras y se autodenominaron a sí mismos "guerrillas populares", atrayendo a miles de personas en el interior de la estación. Los participantes la describieron como una "zona liberada" y una "comunidad de encuentro". En julio, finalmente, la policía antidisturbios desalojó la plaza subterránea con gases lacrimógenos, lo que representó una significativa derrota del activismo civil en Tokio.
Ha habido planes en diversos momentos de la historia para conectar Shinjuku con la red de Shinkansen, y en el Plan Básico de Shinkansen de 1973, aún en vigor, se especifica que la estación debe ser la terminal sur de la línea Shinkansen Jōetsu hacia Niigata. Sin embargo cuando comenzaron las obras de la conexión esta quedó inconclusa y finalmente la línea terminaba en la Estación de Tokio. Tras la reprivatización de los Ferrocarriles japoneses decretada por el gobierno nipón en 1987, la estación quedó bajo jurisdicción de la East Japan Railway Company (JR East).
En el 5 de mayo de 1995, la secta apocalíptica Aum Shinrikyo perpetró un atentado terrorista con armas químicas mediante la activación de un dispositivo de gas de cianuro en un baño en el vestíbulo subterráneo, apenas un mes después del ataque con gas del Metro de Tokio que había matado a 12 personas y herido a varios centenares. Sin embargo, en esta ocasión el ataque fue abortado por el personal de la estación que desactivó el sistema de inicio.

## Líneas y andenes

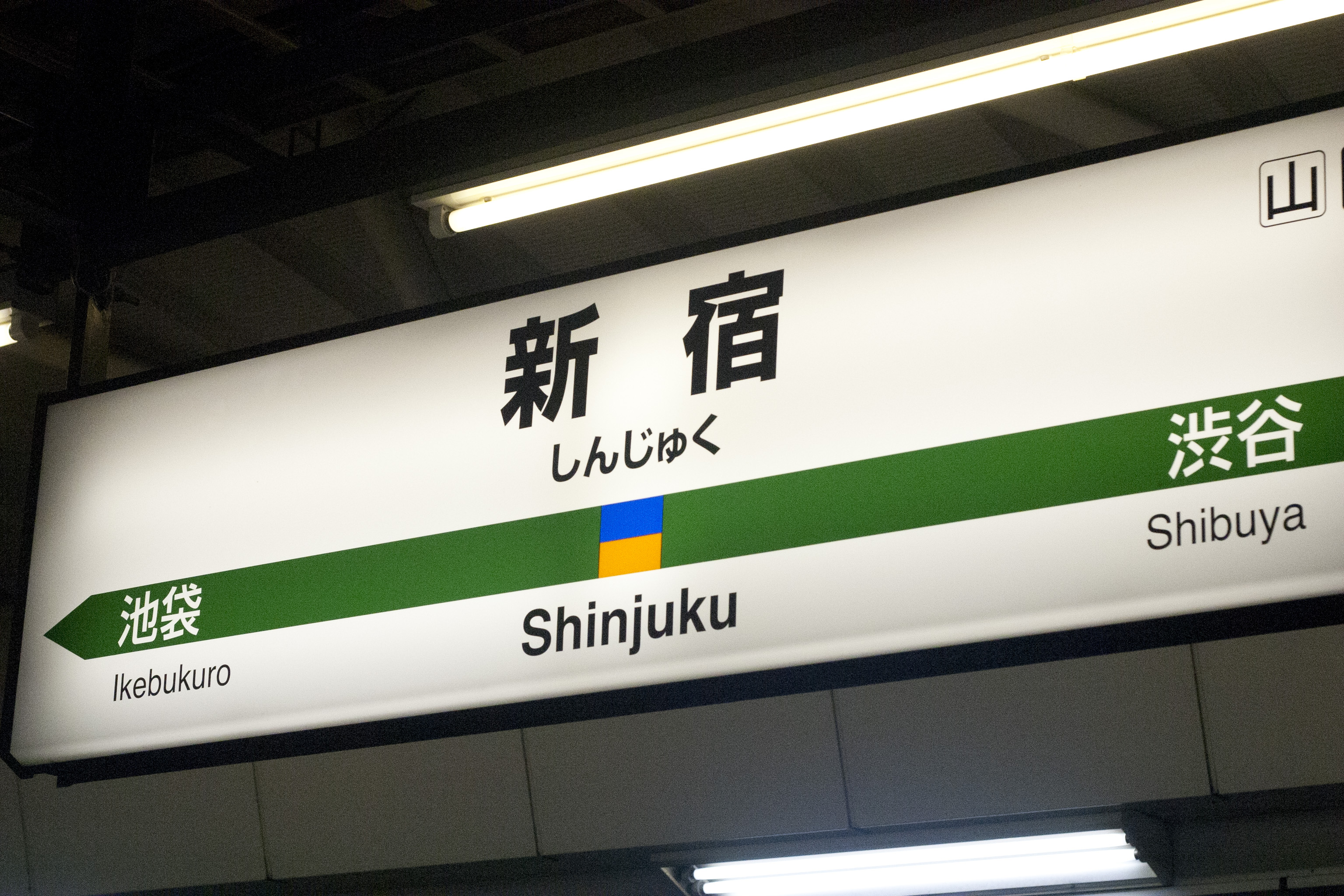
Señalización de la Estación de Shinjuku de la línea Saikyo de JR.

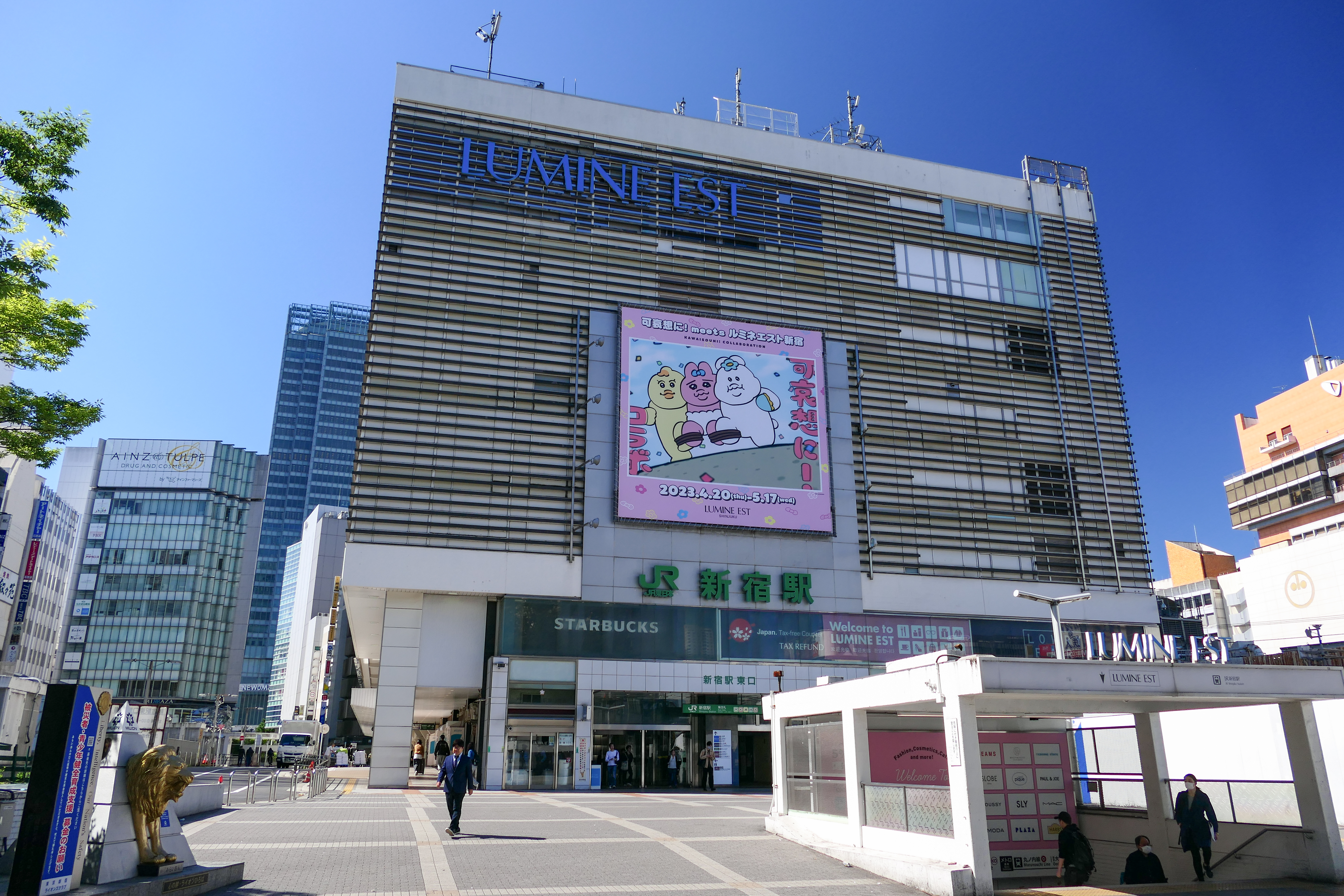
Salida este de la estación.

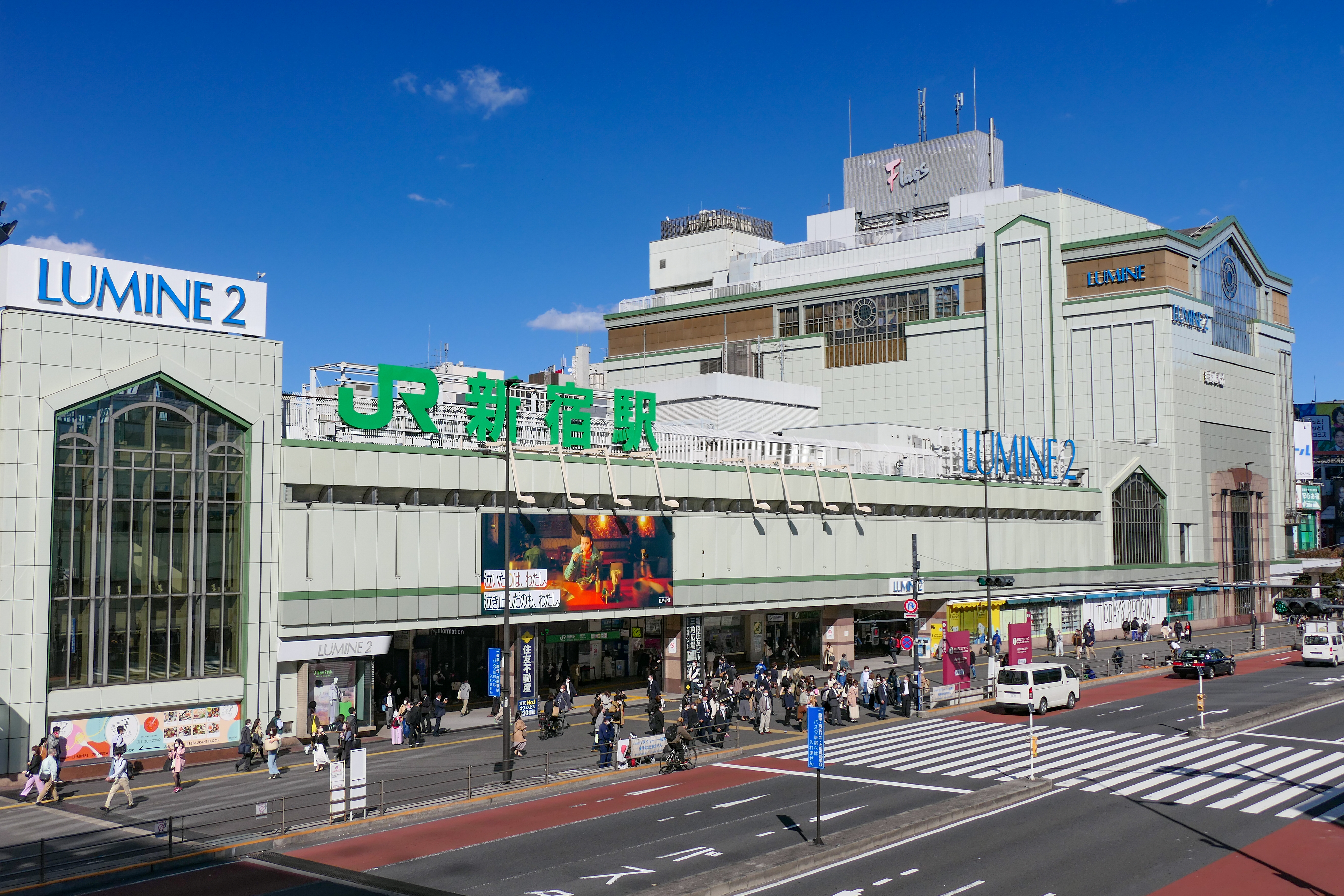
Vista del lado sur de la estación.

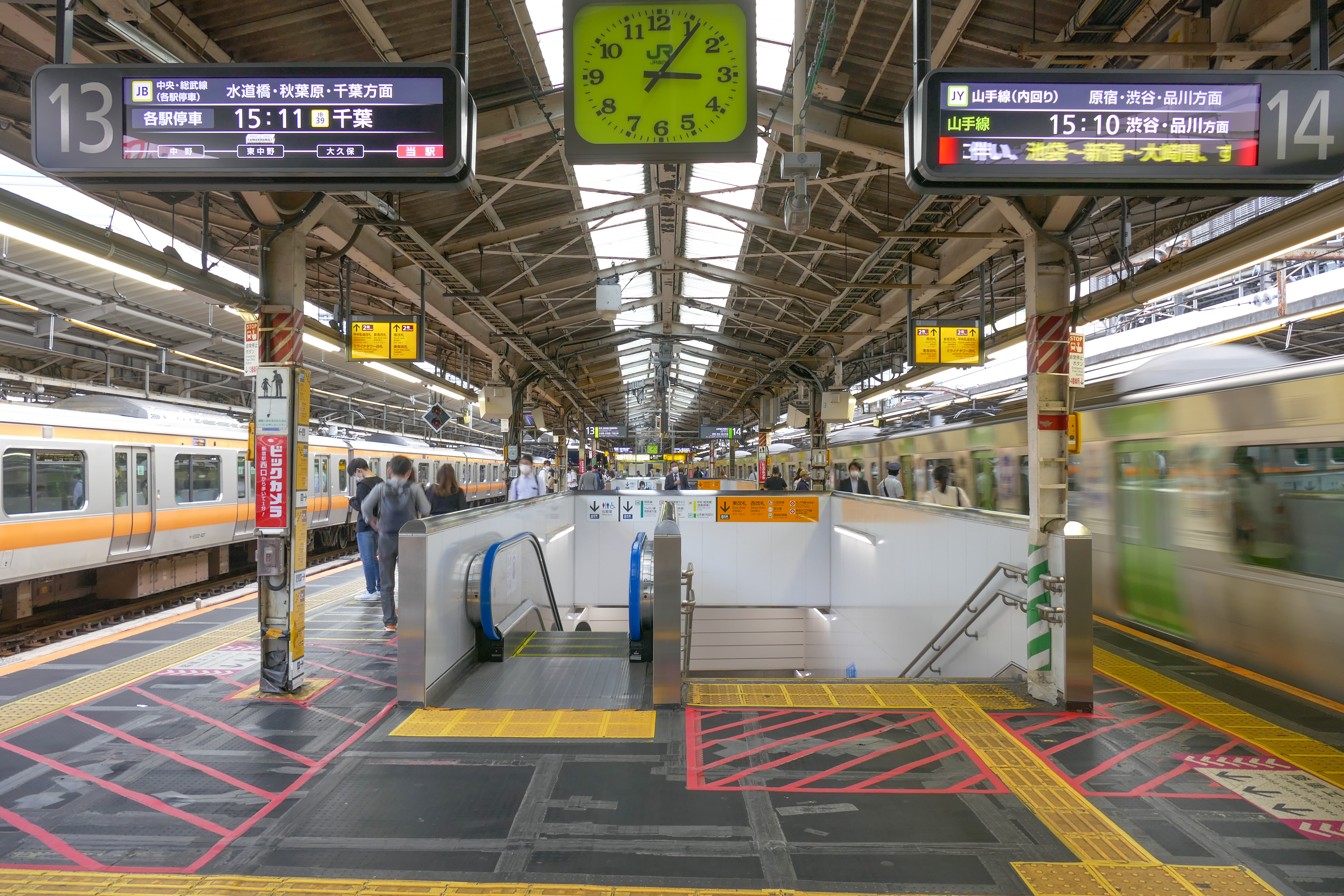
Andén de la Línea Yamanote.

| Andén                                   | Línea                             | Destino                                                                     |
| --------------------------------------- | --------------------------------- | --------------------------------------------------------------------------- |
| Andenes de JR East                      |                                   |                                                                             |
| 1                                       | ■ Línea Saikyō, Línea Rinkai      | a Shibuya, Ōsaki, Shin-Kiba, Ikebukuro, Ōmiya, Kawagoe                      |
| 1                                       | ■ Línea Shōnan-Shinjuku           | a Yokohama, Ōfuna Odawara                                                   |
| 1                                       | ■ Línea Shōnan-Shinjuku           | a Yokohama, Ōfuna, Zushi                                                    |
| 2                                       | ■ Línea Saikyō, Línea Rinkai      | a Shibuya, Ōsaki, Shin-Kiba, Ikebukuro, Ōmiya, Kawagoe                      |
| 3                                       | ■ Línea Saikyō                    | a Ikebukuro, Ōmiya, Kawagoe                                                 |
| 4                                       | ■ Línea Saikyō, línea Rinkai      | a Ikebukuro, Ōmiya, Kawagoe                                                 |
| 4                                       | ■ Línea Shōnan-Shinjuku           | a Ōmiya y Takasaki                                                          |
| 4                                       | ■ Línea Shōnan-Shinjuku           | a Yokohama, Ōfuna, Utsunomiya                                               |
| 5/6                                     | ■ Narita Express                  | al Aeropuerto de Narita                                                     |
| 5/6                                     | ■ Expreso limitado Nikkō/Kinugawa | a Ōmiya y Takasaki                                                          |
| 5/6                                     | ■ Expreso limitado Akagi          | a Yokohama, Ōfuna, Utsunomiya                                               |
| 5/6                                     | ■ Expreso Moonlight Echigo        | a Ikebukuro, Ōmiya, Kawagoe                                                 |
| 5/6                                     | ■ Expreso limitado Odoriko        | a Ōmiya y Takasaki                                                          |
| 5/6                                     | ■ Expreso Odawara                 | a Yokohama, Ōfuna, Utsunomiya                                               |
| 7, 8                                    | ■ Línea Chūō (Rápida)             | a Ochanomizu y Tokio                                                        |
| 7, 8                                    | ■ Expreso limitado                | a Chiba, Awa-Kamogawa, Tateyama                                             |
| 7, 8                                    | ■ Expreso Chiba                   | a Chiba                                                                     |
| 7, 8                                    | ■ Expreso Ōme                     | a Tokio                                                                     |
| 7, 8                                    | ■ Expreso limitado Azusa / Kaiji  | a Tokio y Chiba                                                             |
| 9, 10                                   | ■ Línea Chūō (Rápida)             | a Kōfu y Matsumoto                                                          |
| 9, 10                                   | ■ Expreso Chūō / Expreso Ōme      | a Takao y Ōme                                                               |
| 11                                      | ■ Línea Chūō (Rápida)             | a Nakano, Tachikawa, y Takao                                                |
| 12                                      | ■ Línea Chūō (Rápida)             | a Nakano, Tachikawa, Takao                                                  |
| 13                                      | ■ Línea Chūō-Sōbu                 | a Suidobashi, Akihabara, Chiba                                              |
| 14                                      | ■ Línea Yamanote                  | a Harajuku, Shibuya, Shinagawa                                              |
| 15                                      | ■ Línea Yamanote                  | a Ikebukuro, Tabata, Ueno                                                   |
| 16                                      | ■ Línea Chūō-Sōbu                 | a Higashi-Nakano, Nakano, Mitaka                                            |
| Andenes de Odakyu                       |                                   |                                                                             |
| Nivel superior                          |                                   |                                                                             |
| 1                                       | ■                                 | No está en uso                                                              |
| 2, 3                                    | ■ Expresos limitados              | Odawara, Hakone-Yumoto, Fujisawa, Karakida                                  |
| 4, 5                                    | ■ Expresos rápidos                | Odawara, Fujisawa                                                           |
| 4, 5                                    | ■ Expresos                        | Odawara, Fujisawa                                                           |
| 4, 5                                    | ■ Semi-expresos                   | Hon-Atsugi                                                                  |
| 6                                       | ■                                 | Solo llegadas                                                               |
| Nivel subterráneo                       |                                   |                                                                             |
| 7                                       | ■                                 | Solo llegadas                                                               |
| 8, 9                                    | ■ Expresos, Servicios locales     | Shin-Yurigaoka, Sagami-Ono, Hon-Atsugi                                      |
| 10                                      | ■                                 | Solo llegadas                                                               |
| Andenes de Keiō                         |                                   |                                                                             |
| 1                                       | ■ Línea local                     | Meidaimae, Chōfu, Keio Tama Center, Hashimoto, Keio Hachiōji, Takaosanguchi |
| 2                                       | ■ Expresos, Servicios rápidos     | Meidaimae, Chōfu, Keio Tama Center, Hashimoto, Keio Hachiōji, Takaosanguchi |
| 3                                       | ■ Expresos especiales             | Meidaimae, Chōfu, Keio Tama Center, Hashimoto, Keio Hachiōji, Takaosanguchi |
| Andenes de Metro de Tokyo (Toei)        |                                   |                                                                             |
| Línea Toei Shinjuku / Keiō Shinsen      |                                   |                                                                             |
| 4                                       | ■ Keiō Shinsen                    | Hatsudai, Hatagaya, Meidaimae, Chōfu, Hashimoto                             |
| 5                                       | ■ Línea Toei Shinjuku             | Ichigaya, Kudanshita, Jimbochō, Ōjima, Motoyawata                           |
| Línea Toei Ōedo                         |                                   |                                                                             |
| 6                                       | ■ Línea Toei Ōedo                 | Roppongi, Daimon                                                            |
| 7                                       | ■ Línea Toei Ōedo                 | Tochōmae, Hikarigaoka                                                       |
| Andenes de Metro de Tokio (Tokyo Metro) |                                   |                                                                             |
| 1                                       | Línea Marunouchi                  | Nakano-Sakaue, Ogikubo, Hōnanchō                                            |
| 2                                       | Línea Marunouchi                  | Akasaka-Mitsuke, Ginza, Ōtemachi, Ikebukuro                                 |